# Ломадзе, Владимир Никифорович
Владимир Никифорович Ломадзе (15 марта 1904 года, село Гулиани, Гурийский уезд, Кутаисская губерния, Российская империя — 1972 год, Грузинская ССР) — директор Ахалшенского совхоза Министерства сельского хозяйства СССР, Батумский район, Аджарская АССР, Грузинская ССР. Герой Социалистического Труда (1949).

## Биография
Родился в 1904 году в крестьянской семье в селе Гулиани Гурийского уезда. С раннего возраста трудился в сельском хозяйстве, в последующем работал на шелкопрядильной фабрике. В 1937 году окончил сельскохозяйственный институт, после которого был избран председателем одного из колхозов Мцхетского района. Потом возглавлял машинно-тракторную станцию до призыва в Красную Армию в июне 1941 года по мобилизации. Служил старшим политруком в составе 192-го отдельного истребительно-противотанкового дивизиона 406-й стрелковой дивизии на советско-турецкой границе. Демобилизовался в октябре 1945 года в звании капитана.
В послевоенные годы — директор Ахалшенского совхоза. За короткий период вывел совхоз в число передовых сельскохозяйственных предприятий Мцхетского района. В 1948 году совхоз сдал государству в среднем по 274 лимона с 5084 полновозрастных плодоносящих деревьев. Указом Президиума Верховного Совета СССР от 17 августа 1949 года удостоен звания Героя Социалистического Труда за «получение высоких урожаев сортового зелёного чайного листа и цитрусовых плодов в 1948 году» с вручением ордена Ленина и золотой медали «Серп и Молот» (№ 4448).
Этим же указом званием Героя Социалистического Труда был награждён старший агроном Ахалшенского совхоза Григорий Ирадионович Цитайшвили. В июле 1949 года почётным званием Героя Социалистического Труда был награждён рабочий Михаил Барнабович Хундадзе.
По итогам работы совхоза в годы Семилетки (1959—1965) награждён Орденом «Знак Почёта».
Возглавлял совхоз до выхода на пенсию в 1964 году (преемник — Григорий Ирадионович Цитайшвили, 1964—1970). С 1968 года — персональный пенсионер союзного значения. Скончался в 1972 году.
Награды
- Герой Социалистического Труда
- Орден Ленина
- Орден «Знак Почёта» (02.04.1966)